# Paulo Lemos Ribeiro
Paulo Lemos Ribeiro es un deportista brasileño que compitió en vela en la clase Soling. Ganó una medalla de bronce en el Campeonato Mundial de Soling de 2011.

## Palmarés internacional
| Campeonato Mundial | Campeonato Mundial           | Campeonato Mundial | Campeonato Mundial |
| Año                | Lugar                        | Medalla            | Clase              |
| ------------------ | ---------------------------- | ------------------ | ------------------ |
| 2011               | Prien am Chiemsee (Alemania) | Medalla de bronce  | Soling             |